# Thinking with Time Machine
Thinking with Time Machine (укр. Мислення за допомогою Машини часу) — модифікація для однокористувацького режиму Portal 2, розроблений Stridemann і випущений студією SignHead Studio. Спочатку він був випущений у Steam у квітні 2014 року для платформ Microsoft Windows і OS X, доступний для вільного завантаження власникам Portal 2.

## Ігровий процес
У Thinking with Time Machine гравець керує Челл, головною героїнею офіційних ігор серії Portal. На додаток до «портальної рушниці» серії, він також дає гравцеві планшетну «машину часу», що дозволяє записувати свої рухи та викликати двійника, який виконує ці рухи. Гравець може використовувати лише один запис за раз, при цьому попередні записи видаляються, коли виконується нова дія. Запис може виконувати всі дії, які може виконувати звичайний гравець, і гравець також може стояти на своєму записі, що дозволяє йому досягати вищих поверхонь.
Більшість елементів тестування Portal 2 включені в мод, а нові механіки вивчаються за допомогою дошки інструкцій.

## Випуск
Thinking with Time Machine була випущена безкоштовно для власників Portal 2 через Steam 18 квітня 2014 року розробником Stridemann і видавцем SignHead Studio. Вона увійшла до 200 найкращих ігор Steam у рік свого виходу.

## Огляди
Гра була позитивно сприйнята багатьма оглядачами комп'ютерних ігор. Еліс О'Коннор з Rock, Paper, Shotgun у позитивному огляді 2014 року написала: «Для тих, кому не вистачає деяких соціальних тонкощів, це, мабуть, найближчий варіант кооперативної гри в Portal 2». Рецензент PC Gamer Крістофер Лівінґстон також похвалив мод, заявивши, що «робота з вашим минулим "я" буде здаватися майже такою ж природною, як і робота з товаришем по команді». Дописувач Wired Бо Мур похвалив загальний дизайн головоломок, але зауважив, що деяким з них бракує «полірування Valve». Крім того, і Мур, і Лівінґстон критикували мод за недостатню кількість портальних головоломок, особливо на початкових рівнях.